# Mołdawia na Letnich Igrzyskach Olimpijskich 1996
Mołdawię na Letnich Igrzyskach Olimpijskich 1996 reprezentowało 40 zawodników, 35 mężczyzn i 5 kobiet. Był to debiutancki występ Mołdawii na letnich igrzyskach olimpijskich.

## Zdobyte medale
| Medal  | Zawodnik                            | Dyscyplina  | Konkurencja                                  | Rezultat    |
| ------ | ----------------------------------- | ----------- | -------------------------------------------- | ----------- |
| Srebro | Wiktor Rieniejski Nicolae Juravschi | Kajakarstwo | C-2 500 m mężczyzn                           | 1:40,45     |
| Brąz   | Sergiej Mureiko                     | Zapasy      | Waga pow. 100 kg w stylu klasycznym mężczyzn | [ 2 ] [ 3 ] |